# Заговор (фильм, 1971)
«Заговор» — телефильм по мотивам романа американских журналистов Флетчера Нибела и Чарльза Бейли «Семь дней в мае» (1962). 

## Сюжет
О вымышленных событиях, которые могли бы произойти в 1974 году в США. Высшие чины Пентагона готовят заговор против Президента Лимена с целью захвата власти. Об этом становится известно сторонникам президента, которые намечают контрмеры. Но спасти Лимена все же не удается...

## В ролях
- Павел Массальский - Джордан Лимен, президент США
- Валентин Гафт - Кейси Джикс, полковник, начальник объединенного штаба
- Григорий Аннапольский - Рэй Кларк, сенатор
- Владимир Муравьев - Крис Тодд, министр финансов
- Ирина Гошева - Эстер Тауссон, секретарь президента США
- Галикс Колчицкий - Арт Корвин, начальник охраны президента США
- Юрий Пузырев - Гендерсон, полковник
- Ирина Мирошниченко - Шу Холбрук, работница телевидения, бывшая любовница Кейси Джикса
- Маргарита Юрьева - Мардж, жена Кейси Джикса
- Юрий Леонидов - Фред Пренсис, сенатор
- Лев Иванов - Джеймс Скотт, генерал ВВС, председатель комитета начальников штабов